# Jean Peters
Elizabeth Jean Peters (Canton, 15 oktober 1926 - Carlsbad, 13 oktober 2000) was een Amerikaans actrice.
Nadat ze een schoonheidswedstrijd won in 1946, vertrok Peters naar Hollywood om hier een carrière te beginnen. In 1947 kreeg ze haar eerste filmrol, toen ze tegenover Tyrone Power te zien was in Captain from Castile. Al vanaf het begin was Peters een actrice op de voorgrond en was in haar carrière te zien tegenover verscheidene grootheden.
In 1957 trouwde Peters met Howard Hughes. Ze ging met pensioen voor dit huwelijk, maar ze scheidden in 1971. Hierna kreeg Peters een kortdurende carrière in de televisie.
Peters stierf twee dagen voor haar vierenzeventigste verjaardag aan leukemie.

## Filmografie
- Captain from Castile (1947) - Catana Perez
- Deep Waters (1948) - Ann Freeman
- It Happens Every Spring (1949) - Deborah Greenleaf
- Love That Brute (1950) - Ruth Manning
- Take Care of My Little Girl (1951) - Dallas Prewitt
- As Young as You Feel (1951) - Alice Hodges
- Anne of the Indies (1951) - Capt. Anne Providence
- Viva Zapata! (1952) - Josefa Zapata
- Wait 'Til the Sun Shines, Nellie (1952) - Nellie Halper
- Lure of the Wilderness (1952) - Laurie Harper
- O. Henry's Full House (1952) - Susan Goodwin
- Niagara (1953) - Polly Cutler
- Pickup on South Street (1953) - Candy
- Vicki (1953) - Vicki Lynn
- A Blueprint for Murder (1953) - Lynne Cameron
- Three Coins in the Fountain (1954) - Anita Hutchins
- Apache (1954) - Nalinle
- Broken Lance (1954) - Barbara
- A Man Called Peter (1955) - Catherine Wood Marshall

- Biblioteca Nacional de España: XX977411
- Bibliothèque nationale de France: cb140348711 (data)
- Gemeinsame Normdatei: 140892842
- International Standard Name Identifier: 0000 0001 0875 4286
- Library of Congress Control Number: no93037577
- Nationale Bibliotheek van Tsjechië: xx0152307
- Nationale Bibliotheek van Israël: 987007462122805171
- Nationale Bibliotheek van Polen: a0000002447198
- Istituto Centrale per il Catalogo Unico: LO1V026946
- SNAC: w61k2f21
- Système universitaire de documentation: 070962383
- Virtual International Authority File: 17422477
- WorldCat: E39PBJfGRc4xtCtGMtwtFD4cyd